# Insektengift

Strukturformel von Cantharidin

Insektengifte sind Gifte, die von Insekten produziert werden. Gifte dienen den Insekten zum Schutz vor Mikroorganismen, Parasiten und Prädatoren oder zur Überwältigung von Beutetieren.
Unter dem Begriff Insektengifte werden oft auch Gifte anderer Gliedertiere subsumiert, insbesondere Skorpiongifte.

## Inhaltsstoffe
Insektengifte, die aktiv abgegeben werden, sind Gemische. Die Hauptwirkstoffe dieser Giftgemische sind Peptide und Proteine. Daneben enthalten sie Alkaloide, Terpene, Polysaccharide, biogene Amine (wie Histamine), organische Säuren (wie Ameisensäure) und Aminosäuren. Viele Gifte von Hautflüglern enthalten eine komplexe Mixtur einfacher organischer Moleküle, Proteine, Peptide und anderer bioaktiver Elemente.
Beispiele für Insektengifte sind:

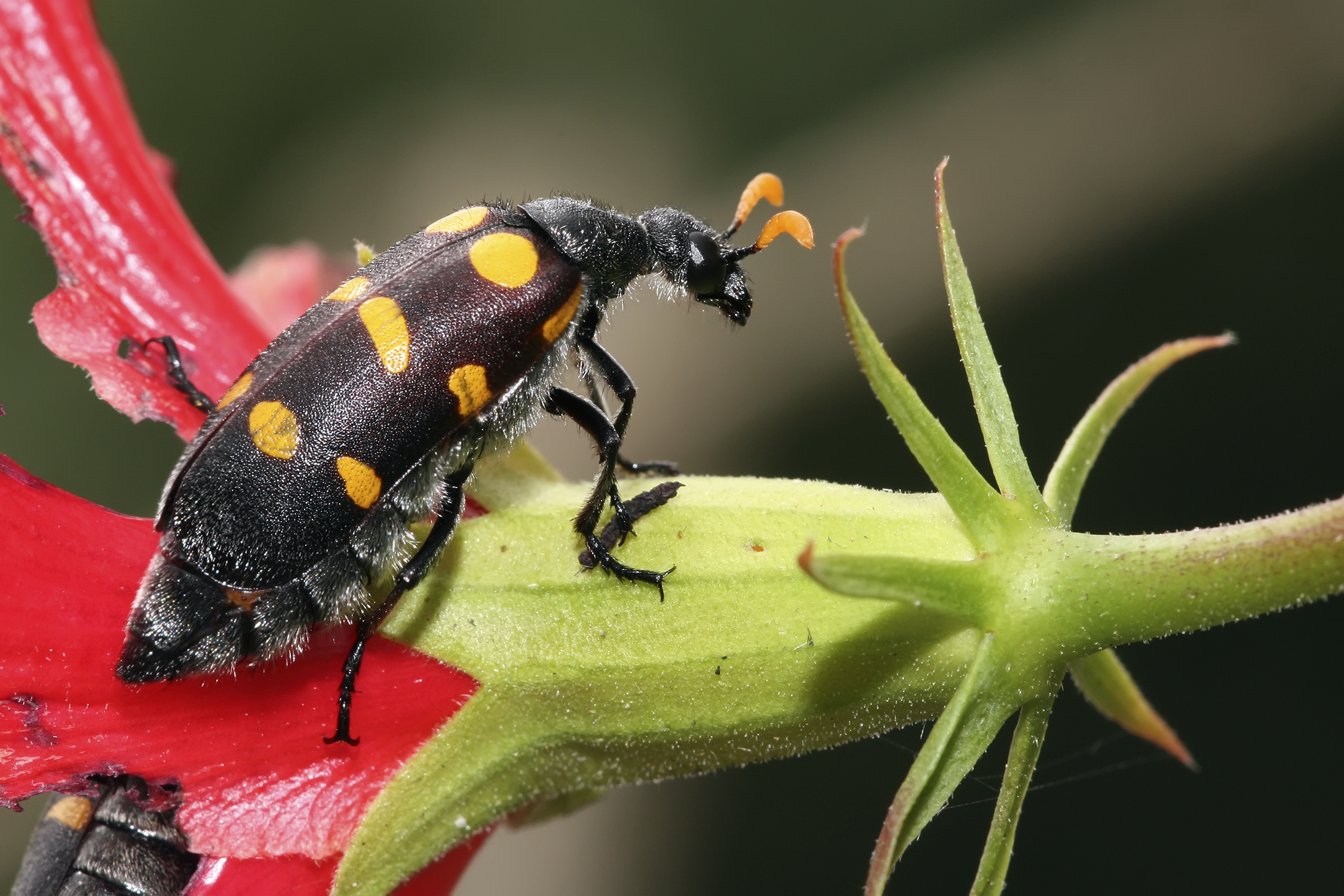
Aposematistischer Ölkäfer Hycleus lugens

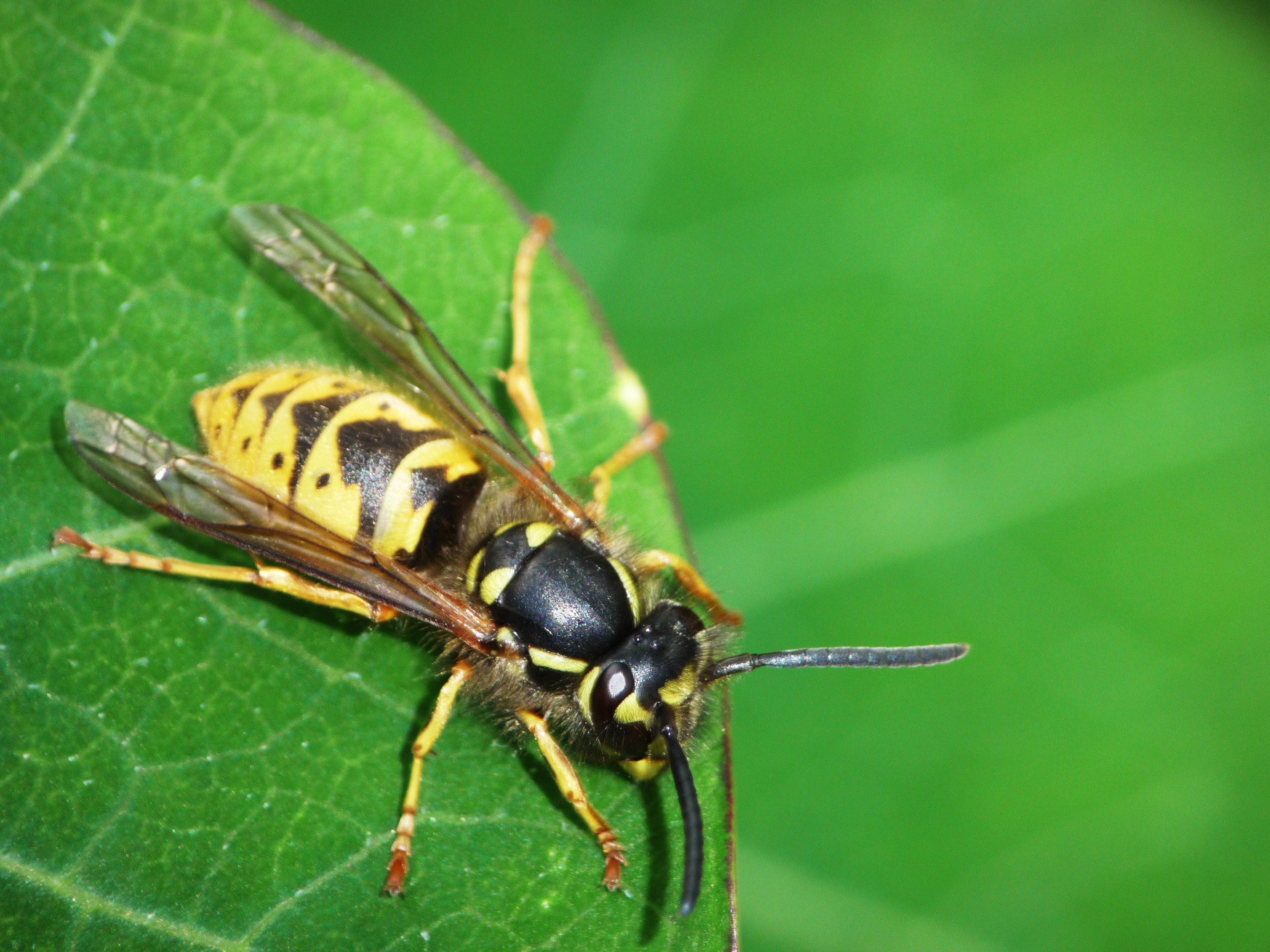
Wespe

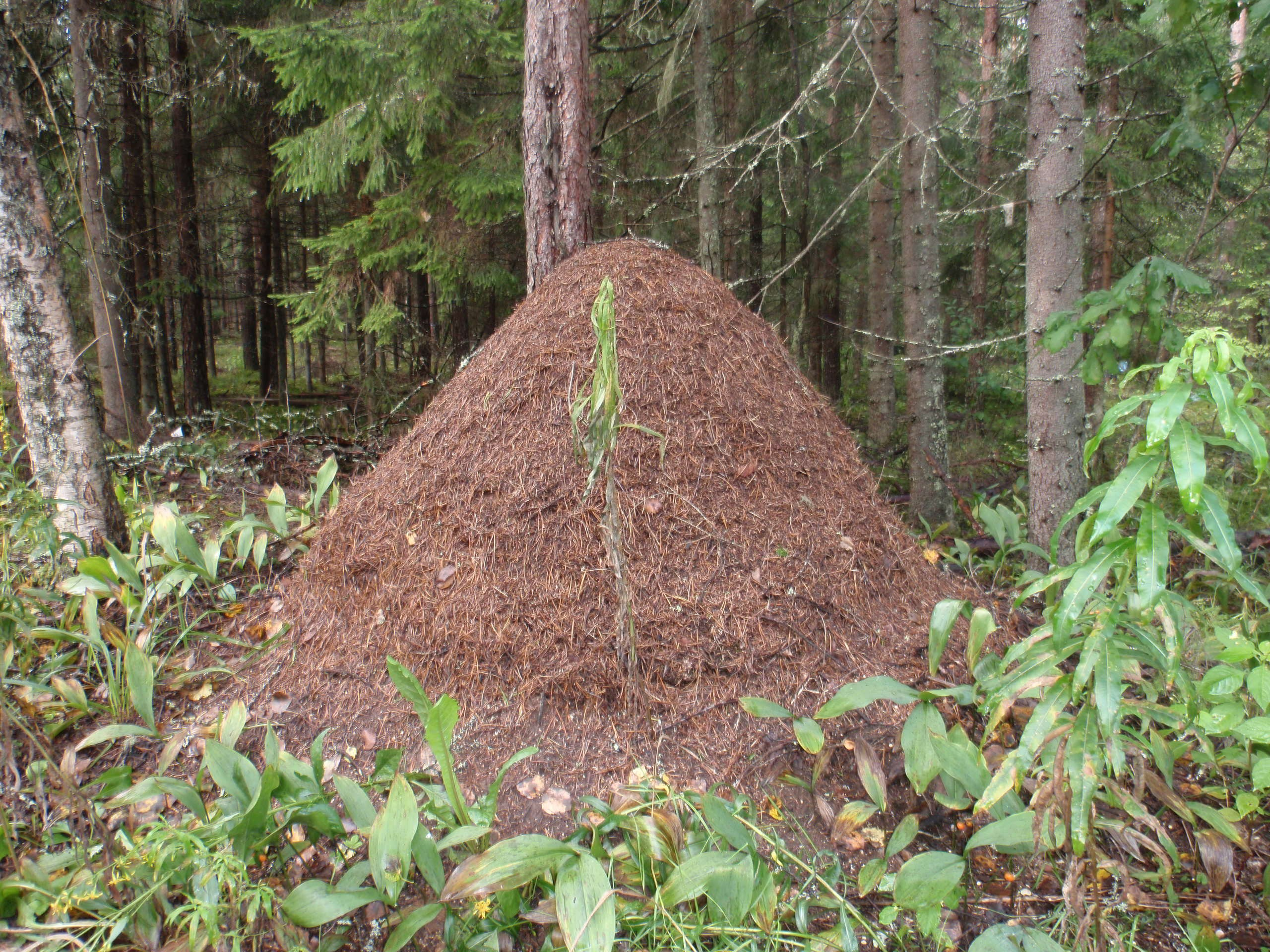
Bau von Schuppenameisen

- Batrachotoxine sind extrem potente neurotoxische Steroid-Alkaloide (Pregnan-Derivate) eigentlich aus der Haut südamerikanischer Pfeilgiftfrösche der Gattung Blattsteiger (Phyllobates) sowie in Haut und Federn mancher Vögel Neuguineas wie Zweifarbenpitohui (Pitohui dichrous), Pitohui ferrugineus, Mohrenpitohui (Pitohui nigrescens) und Blaukappenflöter (Ifrita kowaldi).[8] Als Giftquelle wurden Käfer der Gattung Choresine aus der Familie Melyridae wahrscheinlich gemacht, die in Neuguinea beheimatet sind.[9][10][11] Diese enthalten Batrachotoxin, ein direkter Nachweis, dass das Gift tatsächlich von diesen Käfern stammt, steht jedoch aus.
- Bienengift, enthält Melittin.[7]
- Cantharidin kommt als Inhaltsstoff in verschiedenen Ölkäfern vor.
- Coccinellin, giftiges Alkaloid der Hämolymphe von Marienkäfern.
- Wespengift.
- Hornissengift.
- Poneratoxin der Ameisengattung Paraponera mit der Art 24-Stunden-Ameise (Paraponera clavata) sowie der Gattung Dinoponera wie Dinoponera longipes.
- Pumiliotoxine sind zwar bekannt von Erdbeerfröschchen (Oophaga pumilio) der Familie Baumsteigerfrösche, werden aber von Schuppenameisen der Gattungen Brachymyrmex und Paratrechina produziert, von denen sich Erdbeerfröschchen ernähren. Pumiliotoxine oder ähnliche giftige Alkaloide werden außerdem von Spinnentieren wie Hornmilben und anderen Milben hergestellt.[12]
- RhTx aus dem rötkopfigen chinesischen Hundertfüßer

## Verabreichung
Einige Insekten können Gift durch einen Giftstachel direkt ins Gewebe verabreichen, andere können Giftpakete verschleudern (wie Bombardierkäfer) oder versprühen (wie Schuppenameisen, Raupen des Großen Gabelschwanzes) oder austreten lassen (wie Marienkäfer) oder im Körper Gift enthalten, um ungenießbar zu sein (wie einige Wanzen, Ölkäfer). Einige giftige Insekten (wie Wespen, Marienkäfer, Erlen-Rindeneule) tragen eine Warnfärbung, dann spricht man von Aposematismus.
Der US-Insektenforscher Justin O. Schmidt hatte auch vermutet, dass manche Arten der Zweiflügler, Netzflügler und Käfer mit Mundwerkzeugen Gifte verabreichen können, aber es ist unklar, ob es sich bei den zugrunde liegenden Beobachtungen um die Wirkung von Verdauungssäften handelte.

## Wirkungen

### Biologische Effekte
Aufgrund der Vielzahl an Giften besteht eine Vielzahl an Wirkmechanismen. Das Wirkspektrum ist umfangreich, kann aber für aktiv abgegebene Insektengifte grob eingeteilt werden in neurotoxische, hämolytische, verdauende, hämorrhagische und algogenische (Schmerz verursachende) Effekte. Möglicherweise dominieren Nervengifte unter den besonders potenten Giften. Andere verändern als Chaperone die Tertiärstruktur von Proteinen und damit deren Funktionen.

### Giftigkeit gegenüber Säugetieren
Gifte aus Hautflüglern können entsprechend ihrer letalen Dosis (LD50) in Mäusen einander wie folgt gegenübergestellt werden:
| Familie                    | Art                   | LD50 (mg/kg) |
| -------------------------- | --------------------- | ------------ |
| Ameisenwespen (Mutillidae) | Dasymutilla klugii    | 71           |
| Faltenwespen (Vespidae)    | Vespula squamosa      | 3,5          |
| Echte Bienen (Apidae)      | Apis mellifera        | 2,8          |
| Faltenwespen (Vespidae)    | Polistes canadensis   | 2,4          |
| Ameisen (Formicidae)       | Pogonomyrmex spp.     | 0,66         |
| Ameisen (Formicidae)       | Pogonomyrmex maricopa | 0,12         |

Als ein Insektengift mit einer besonders hohen Schmerzwirkung gilt Poneratoxin. Nach dem Stich-Schmerzindex (Schmidt Sting Pain Index) von Justin O. Schmidt, der die Heftigkeit von Schmerzen auf einer Skala von 1,0 bis 4,x beschreibt, steht Poneratoxin bei 4,x.

### Allergisierung

Strukturformel von Pumiliotoxin A

Bei gleicher Giftdosis zeigt sich manchmal eine unterschiedliche Wirkung auf verschiedene Menschen. Dies kann oft auf unterschiedlich starke Allergenisierungen zurückgeführt werden. Gerade nach Stichen durch Honigbienen (Apis mellifera), Wespen (insbesondere Vespula vulgaris, Vespula germanica), seltener auch Hornissen (Vespa crabro) und Hummeln (Bombus spp.) können Insektengiftallergien vermehrt auftreten, die Reaktionsbreite kann sich zwischen ‚harmlos‘ bis zum anaphylaktischen Schock erstrecken.

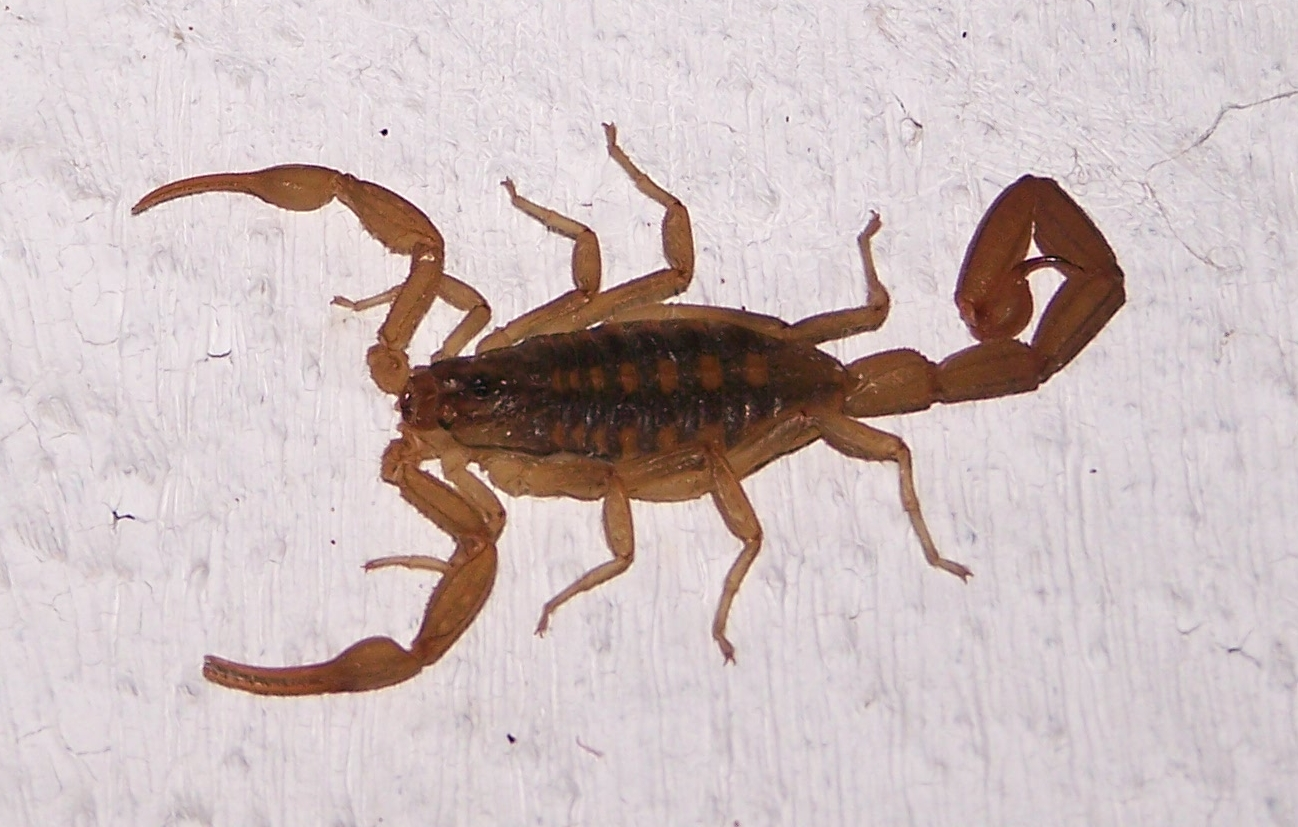
Centruroides suffusus

## Evolution
Insektengifte wurden, zunächst wohl zur Abwehr, vor über 100 Millionen Jahren entwickelt. So alt ist ein Fund in Bernstein aus der Kreidezeit eines frühen Canthariden, der sich ganz offensichtlich mittels chemischer Waffen gegen einen Prädator wehrte. Sechs Vesikelpaare blieben als Einschlüsse erhalten.

## Nutzung durch andere Organismen

### Sequestrierung durch Wirbeltiere
Einige Amphibien können giftige Insekten fressen und die Insektengifte in und unter ihrer Haut einlagern (Sequestrierung). Hierzu zählen insbesondere die Pfeilgiftfrösche. Da oft der Ursprung der Giftstoffe unbekannt war, werden diese Gifte meist Amphibiengifte genannt.
Daneben gibt es einige Giftvögel wie Zweifarbenpitohui, Pitohui ferrugineus, Mohrenpitohui und Blaukappenflöter, die ihre Giftstoffe aus dem Verzehr von Insekten beziehen und in Haut und Gefieder sequestrieren. Auch die Sporngans frisst unter anderem Ölkäfer (Meloidae), welche Cantharidin enthalten. Dieses reichert sie in ihrem Gewebe an, sodass der Verzehr der Sporngans, je nach aufgenommener Menge der Käfer, für Prädatoren und Menschen giftig ist.

### Verwendung durch Menschen
Einige der ursprünglich durch Insekten synthetisierten aber durch spezielle Prädatoren akkumulierten Gifte wurden als potente Pfeilgifte seit Jahrtausenden genutzt. Einige Insektengifte wie Cantharidin wurden und werden teilweise noch medizinisch genutzt (z. B. Cantharidenpflaster). Oft sind zugrundeliegende Wirkmechanismen bei traditionell angewandten Mitteln allerdings wenig verstanden.
Zur Therapie von Insektengiftallergien werden meist die auslösenden Insektengifte niedrig dosiert verabreicht.